# Cantalupo Ligure
Cantalupo Ligure est une commune de la province d'Alexandrie dans le Piémont en Italie.

## Administration
| Période                                  | Période  | Identité          | Étiquette    | Qualité |
| ---------------------------------------- | -------- | ----------------- | ------------ | ------- |
| 14 juin 2004                             | En cours | Gian Piero Daglio | Lista Civica |         |
| Les données manquantes sont à compléter. |          |                   |              |         |

### Hameaux
Pallavicino, Borgo Adorno, Pessinate, Semega, Campana, Zebedassi, Besante, Arborelle, Colonne, Pertuso, Prato, Merlassino, Costa Merlassino

### Communes limitrophes
Albera Ligure, Borghetto di Borbera, Dernice, Montacuto, Roccaforte Ligure, Rocchetta Ligure

## Évolution démographique
Habitants recensés

## Personnalités liées à la ville
- Fëdor Andrianovič Poletaev (1909-1945), résistant russe mort à la bataille de Cantalupo